# قره‌گل (ماه‌نشان)
قره‌گل یک روستا در ایران است که در شهرستان ماه‌نشان استان زنجان واقع شده‌است. قره‌گل ۴۲۶ نفر جمعیت دارد.